# Mesocolon sigmoideo
Il mesocolon sigmoideo o ileopelvico è una doppia lamina peritoneale che avvolge il colon sigmoideo e lo collega alla parete addominale posteriore. Nel suo spessore decorre un tratto dell'arteria mesenterica inferiore, che provvede all'irrorazione del sigma.